# Renato Macarini Carmignani
Renato Macarini Carmignani (Montecarlo, 21 agosto 1880 – Montecarlo, 24 agosto 1958) è stato un avvocato, scrittore e politico italiano.
Iscritto al Partito nazionale fascista dal 1922, viene eletto alla Camera dei deputati nella XXVII legislatura (1924-1929) e nominato consigliere nazionale nella Camera dei fasci e delle corporazioni. 
Nel 1928, assieme all'avv. Angelo Badiani e Guido Donati, figura membro del triumvirato alla guida della Federazione delle Misericordie.
Ispettore bibliografico onorario, aderisce all'Associazione italiana biblioteche dalla sua costituzione (1930) e figura tra i soci fino almeno al 1937. È stato inoltre socio dell'Accademia di scienze, lettere ed arti di Lucca.
Nominato senatore nel febbraio 1943, giura nell'aprile dello stesso anno e viene dichiarato decaduto il 14 novembre 1945.

## Opere
- Risveglio (1897)
- A mezza costa (1902)
- Nel trigesimo della morte del maestro lucchese sen. Giacomo Puccini (1924)
- Per la riunione spirituale della Provincia di Lucca : voto del Consiglio Provinciale al Santo Padre approvato nella tornata del 17 dicembre 1923 (1924)
- La gelosia di Otello nello Shakespeare (1926)
- Augusto e la formazione dell'impero : commemorazione del bimillenario augusteo letta il 13 aprile 1939 (1939)
- L'incarnazione e la resurrezione. Quadri e personaggi evangelici (1947)